# Rodrigo José Carbone
Rodrigo José Carbone (17 de marzo de 1974) es un exfutbolista brasileño que se desempeñaba como delantero.
Jugó para clubes como el Corinthians Paulista, Fluminense, Kashima Antlers, ŁKS Łódź, Jeonnam Dragons y Xiamen Blue Lions.

## Trayectoria

### Clubes
| Club                 | País          | Año         |
| -------------------- | ------------- | ----------- |
| Corinthians Paulista | Brasil        | ????        |
| Fluminense           | Brasil        | 1994 - 1996 |
| Kashima Antlers      | Japón         | 1996        |
| Fluminense           | Brasil        | 1997        |
| ŁKS Łódź             | Polonia       | 1997 - 1998 |
| Jeonnam Dragons      | Corea del Sur | 1999        |
| Xiamen Blue Lions    | China         | 2000        |